# Forza Horizon 2
Forza Horizon 2 je závodní videohra z roku 2014 vyvinutá pro konzole Xbox One a Xbox 360 společnosti Microsoft. Jedná se o pokračování hry Forza Horizon z roku 2012, sedmý díl série Forza a první díl série, který vyšel pro více konzolí.

## Vývoj
Verzi hry pro Xbox One vyvinul tým Playground Games, který stojí za původní hrou Forza Horizon, zatímco verzi pro Xbox 360 vyvinula společnost Sumo Digital, přičemž obě sestavy podpořilo studio Turn 10 Studios, které se zabývá vývojem série Forza. Verze pro Xbox 360 je zároveň poslední hrou Forza vydanou pro tuto platformu.

## Vydání
Hra vyšla koncem září 2014 pro konzole Xbox One a Xbox 360. Získala pozitivní hodnocení od kritiků a 27. září 2016 bylo vydáno pokračování Forza Horizon 3.

### Vypnutí serverů
Hra byla z prodeje stažena 1. října 2018 po vypršení platnosti licencí pro značku automobilů. Online servery hry byly spolu se servery pro Forza Horizon vypnuty 22. srpna 2023.